# Napoleon (Ohio)
Napoleon ist eine City im Henry County, Ohio, Vereinigte Staaten und liegt am Maumee River. Das U.S. Census Bureau ermittelte bei der Volkszählung 2020 eine Einwohnerzahl von 8862.
Napoleon ist der Bezirksamtsitz des Henry Countys.

## Geschichte
Napoleon wurde 1834 gegründet. 1840 hatte der Ort 300 Einwohner, im Jahr 1880 bereits über 3000. Grund für das Wachstum waren vornehmlich die Fertigstellung des Miami-Erie-Kanals und der Anschluss an zwei Eisenbahnstrecken, die durch den Ort verliefen.

## Sehenswürdigkeiten
Das im historischen Viertel gelegene Henry County Courthouse ist im nationalen Register historischer Stätten eingetragen. Das Gebäude wurde 1880 errichtet und gilt als Landmarke.

## Öffentliche Einrichtungen
Napoleon ist Sitz eines Gerichtes, des Municipal Court, in dem Zivil-, Verkehrs- und Strafsachen verhandelt werden.

## Söhne und Töchter der Stadt
- Erik Palmer-Brown (* 1997), US-amerikanischer Fußballspieler